# En värld med sång
En värld med sång utkom 1977 och är ett album med den kristna sångaren Jan Sparring och syskongruppen Norlins. På skivan medverkar också en orkester under ledning av Anders Dahl, Svensk mediedatabas har därför katalogiserat skivan under hans namn. Inspelningen skedde i studio i Stocksund med Bruno Glenmark som tekniker.
Albumet består av 13 sånger, alla med svensk text men nästan alla ifrån engelskt original. Glenmark och Sparring har bidragit med något musikarrangemang. Tommy och Elisabeth Norlin har skrivit texter till några sånger, bland annat titelsången "En värld med sång". Originalet "I write the songs" har skrivits av Bruce Johnston.

## Låtlista

### Sida 1
1. Ge ditt liv
2. Vänd dig till Jesus
3. Det liv jag vill leva
4. Du som hör
5. Det är längesen
6. En värld med sång

### Sida 2
1. Snart gryr en gyllne morgon
2. Att komma hem
3. 0011 (Operator)
4. Underbar frid
5. O store Gud
6. Himmelen
7. Den väg jag går genom livet

### Fotnoter
1. ↑  ”Jan Sparring & Norlins – En Värld Med Sång”. Discogs. https://www.discogs.com/Jan-Sparring-Norlins-En-V%C3%A4rld-Med-S%C3%A5ng/release/11855239. Läst 10 augusti 2019.
2. 1 2  ”En värld med sång”. Svensk mediedatabas. 19 mars 1977. https://smdb.kb.se/catalog/id/001891795. Läst 16 juli 2019.
3. ↑  ”En värld med sång”. Norlins. Arkiverad från originalet den 10 augusti 2019. https://web.archive.org/web/20190810182731/https://norlins.com/envarldmedsang.htm. Läst 10 augusti 2019.